# H. C. Meyer jr.
Die Firma H. C. Meyer jr. war die erste Fabrik Hamburgs, in der 1839 eine Dampfmaschine industriell zum Einsatz kam. Ihr Gründer, Heinrich Christian Meyer, den alle nur Stockmeyer genannt hatten, kam aus bescheidenen Verhältnissen und hatte in seiner Kindheit nicht die Möglichkeit gehabt, eine Schule in geregelter Form und über längere Zeit hinweg zu besuchen. Dennoch gilt er als der erste Großindustrielle der Hansestadt.

## Die Zeit des Unternehmensgründers
Meyer war zunächst Mitarbeiter in der kleinen Stockwerkstatt seines Vaters gewesen. Nachdem es jedoch zu größeren Reibereien zwischen ihnen gekommen war, ergriff er die ihm gerade gebotene Möglichkeit, Werkmeister in einer Bremer Fischbeinfabrik zu werden, beim Schopfe und zog an die Weser. Nach nur einem Jahr meldete das kleine Unternehmen allerdings Konkurs an und der junge Stockmeyer kam 1817 mit seiner ein Jahr zuvor geheirateten Frau und einem Töchterchen zurück nach Hamburg. Hier gründete er mit geliehenem Geld in der Straße Hinter St. Peter, der heutigen Bergstraße, eine Werkstatt für Spazierstöcke, in der außer ihm zunächst nur ein Mitarbeiter beschäftigt war. Während er mit diesem Gesellen die Produktion übernahm, verkaufte die im Haus lebende Schwägerin die erzeugten Produkte in einem der Werkstatt angegliederten Laden.
Nach nur zwei Jahren hatte sich das Geschäft so gut entwickelt, dass nicht nur ein größeres Haus angeschafft werden konnte, sondern auch vier neue Mitarbeiter eingestellt werden mussten. Meyer erkannte schon frühzeitig, dass nicht nur neue Arbeiter für die Produktion wichtig waren, sondern auch ein Buchhalter benötigt wurde, der die schriftlichen Aufzeichnungen des Chefs sorgfältig in die Geschäftsbücher einzutragen hatte.
Wenige Jahre später erwies sich auch das neue Haus als zu klein. Aus diesem Grunde musste bereits 1823 erneut an einen Umzug gedacht werden. Nicht weit vom alten Standort entfernt, in der Straße Neuenburg, fand sich ein geeignetes Objekt, das allerdings 28.000 Mark Banco kosten sollte. Zu dieser Zeit hatte der junge Unternehmer noch nicht so viel Kapital erwirtschaftet, um den geforderten Kaufpreis aus eigener Kraft bewältigen zu können. Da aber ein in der Stadt ansässiger Kaufmann namens Assur Isaac bereit war, ihm hilfreich unter die Arme zu greifen, konnte das Haus dennoch erworben werden. In der Folgezeit dehnte sich das junge Unternehmen weiterhin zügig aus. So wurde bereits 1830 der 60. Mitarbeiter eingestellt.
Für seine Belegschaft hatte Stockmeyer schon 1828 eine Krankenkasse ins Leben gerufen, die noch ganz in der Tradition der alten, patriarchalisch geführten Innungskassen stand. Gelegentlich wird in der Literatur zwar behauptet, Meyer habe seine Mitarbeiter schon an der Verwaltung dieser Einrichtung beteiligt, doch das stimmt so nicht. In den Statuten legte er nämlich explizit fest, dass die Führung der Kasse einzig und allein nach seinem Gutdünken zu geschehen habe. Erst seine Nachfolger führten 20 Jahre später eine Beteiligung der Arbeiter an der Kassenverwaltung ein.
In den engen Hamburger Straßen war die weitere Ausdehnung des Unternehmens nur in einem begrenzten Umfang möglich gewesen. Aus diesem Grunde errichtete Meyer 1836 auf der Schanze Leopoldus, ein Areal außerhalb der eigentlichen Stadtbefestigung, eine neue und für damalige Verhältnisse große Fabrik, in der die erste industriell genutzte Dampfmaschine der Stadt zum Einsatz kam. Diese Maschine wurde von Reiseführern als besichtigungswerte Attraktion den Besuchern Hamburgs ans Herz gelegt. Nach mehr als einem Jahr Bauzeit konnten schon 1839 200 Arbeiter hier ihre Tätigkeit aufnehmen. Doch Stockmeyers Expansionsdrang war damit noch keineswegs gestillt: 1841 schickte er den gerade 19-jährigen Sohn, Heinrich Adolph, mit dem Auftrag in die USA, dort eine eigene Fischbeinfabrik ins Leben zu rufen. In Jersey-City, unweit von New-York, errichtete der junge Meyer schon bald darauf ein Unternehmen, das zunächst unter seinem Namen eingetragen wurde und den amerikanischen Markt mit Fischbeinprodukten beliefern sollte.
Nur wenige Jahre später, im Juli 1848, starb Heinrich Christian Meyer im Kreise seiner Familie im Alter von nur 51 Jahren an der Schwindsucht. Er hinterließ eine große Fabrik mit 300 Arbeitern, diverse Grundstücke und ein Vermögen in Höhe von rund 600.000 Bankomark.
Der eindeutige Produktionsschwerpunkt war zu dieser Zeit die Spazierstockfabrikation, daneben gab es aber diverse andere Produktionszweige, so z. B. die Elfenbeinverarbeitung, die Fischbeinreißerei, den Handel mit Stuhlrohr (= Rattan) und ein großes Sägewerk. Zu den Nachfolgern in der Unternehmensleitung gehörten der älteste Sohn Heinrich Adolph, der Schwiegersohn Friedrich Traun und, wenige Jahre darauf, der gleichnamige Sohn Heinrich Christian.

## Die Zeit der Nachfolger
Der Amerikaner Charles Goodyear hatte in den 40er Jahren des 19. Jahrhunderts ein Verfahren zur Herstellung von Hartgummi aus Kautschuk entwickelt und darauf ein Patent angemeldet. Bei H. C. Meyer jr. befürchtete man nun, dass dieses neue Produkt in kürzester Zeit alle Fischbeinartikel vom Markt verdrängen könnte (unter „Fischbein“ versteht man die Barten der Bartenwale, aus denen z. B. Korsettstäbchen gewonnen wurden). Aus diesem Grunde erwarb man das Goodyearsche Patent und stellte damit im eigenen Labor Experimente an. Zwar erkannte man schon bald, dass die Befürchtungen grundlos waren, aber man sah auch, dass sich aus Hartgummi hervorragend Kämme produzieren ließen. Und so entstand in kurzer Zeit ein neues Produkt, für das man 1856 eine eigene Fabrik auf der anderen Elbseite in Harburg errichtete und den Namen „Harburger Gummi-Kamm-Compagnie“ verlieh.
Die Stadt Harburg gehörte zum Königreich Hannover. Da hier die Arbeitskraft preiswerter als in Hamburg zu bekommen war und Hannover sich zudem dem Norddeutschen Zollverein angeschlossen hatte (Hamburg hingegen blieb für das übrige Deutschland bis 1888 Zollausland), erwarb das Unternehmen auf der südlichen Elbseite große Ländereien und verlagerte aus Kosten- und Absatzgründen zunächst die platzaufwendige Stuhlrohrpruktion dorthin. 
In den 60er Jahren des 19. Jahrhunderts erlebte die Möbelproduktion im österreichischen Raum einen gewaltigen Aufschwung. Zu dieser Zeit waren Stühle aus Buchenholz und Rattan (z. B. der Wiener Caféhausstuhl des Unternehmens Thonet mit einer Sitzfläche aus Stuhlrohr) besonders beliebt. Von dieser Entwicklung profitierte auch das Unternehmen H. C. Meyer jr., das nun im Laufe weniger Jahre zur größten Stuhlrohrfabrik der Welt aufsteigen und Niederlassungen in Süd-Ost-Asien unterhalten sollte.
Neben der Fischbein- und der Stuhlrohrproduktion verblieb auch die Spazierstockfabrikation in dem Mutterunternehmen. Die Stockknäufe wurden in der Regel aus Elfenbein geschnitzt. Daraus ließen sich aber auch Artikel wie Billardkugeln, Messerhefte und vieles andere mehr herstellen. Und so verwundert es nicht, dass die Angebotspalette sich immer weiter ausdehnte und das Unternehmen in der zweiten Jahrhunderthälfte schon den 1.000. Mitarbeiter einstellen konnte.
Im Jahre 1864 löste sich Heinrich Adolph Meyer, der älteste Sohn des Gründers, aus der gemeinsam mit dem Bruder und dem Schwager betriebenem Unternehmen und machte sich mit der Elfenbein- und der sogenannten Rohproduktenbranche unter seinem eigenen Namen in Barmbeck b. Hamburg selbständig. Nur wenige Jahre später, 1873, kam es zu einer weiteren Trennung: Die Söhne des alten Traun, Dr. Heinrich Traun und Friedrich Traun, übernahmen die Harburger Gummi-Kamm-Compagnie und schieden ebenfalls aus dem Unternehmen aus. Der alte Traun hingegen trat 1870 in den Ruhestand und überließ die Leitung seinem Schwager.
Der alleinige Inhaber des Unternehmens war nun Heinrich Christian Meyer, der die Lösung der anderen Produktionszweige vor allem deshalb gut verkraften konnte, weil die in dem Unternehmen verbliebenen Produkte, wie z. B. die Spazierstock- und die Fischbeinverarbeitung, aber auch die Stuhlrohrbranche, gerade einen enormen Aufschwung erlebten. So wuchsen die Nettogewinne aus der Rohrverarbeitung im Zeitraum von 1864 bis 1873 von 4 677 Bankomark auf 245 667 Bancomark an.
Um dem weiterhin expandierenden Unternehmen ein kräftiges Fundament zu verleihen, hatte Meyer 1882 ein finanzstarkes Konsortium in sein Unternehmen geholt, das im gleichen Jahr die Leitung des Unternehmens übernahm, das nun für eine kurze Zeit kein reiner Familienbetrieb mehr sein sollte.

## Die Zeit des Enkels

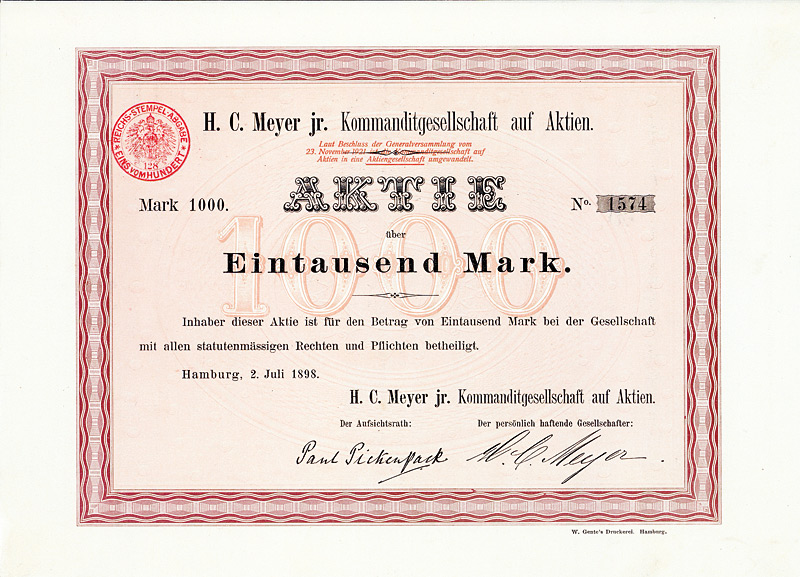
Aktie über 1000 Mark der H. C. Meyer jr. KGaA vom 2. Juli 1898

Nachdem der 1882 geschlossene "Societätsvertrag" 1891 ausgelaufen war, übernahm der erst 24-jährige Heinrich Christian Meyer gemeinsam mit Otto Mühry (bis 1906) die Leitung des Unternehmens. Die beiden gründeten zunächst eine Kommanditgesellschaft, die wenig später in eine "KG auf Actien" umgewandelt wurde. Ihr Grundkapital betrug 2.000.000.- Mark, und in ihrem Statut war vorgesehen, dass den persönlich haftenden Gesellschaftern ein Aufsichtsrat sowie Direktoren und Prokuristen zur Seite stehen sollten.
Nach der Abtrennung der Hartgummibranche von dem Mutterunternehmen, bekam das Rohrgeschäft eine immer größere Bedeutung für H. C. Meyer jr. Und da die Verarbeitungsweise immer raffinierter und aufwändiger wurde, konnte man nun neue, bisher ungenutzte Fabrikate produzieren, für die es schnell einen florierenden Absatzmarkt gab. Man fand aber nicht nur im maschinellen Bereich raffinierte Verarbeitungsweisen, sondern entwickelte auch neue chemische Verfahren, so z. B. zur Entharzung des sogenannten schmierigen Rohres.
In den Jahren 1895/96 erwarb das Unternehmen ausgedehnte Grundstücke in Singapur und errichtete dort große Anlagen zum Waschen, Schwefeln, Sortieren und Bündeln des Rohres. Auch in New-York besaß sie ein Tochterunternehmen, das die in Harburg produzierten Halbfabrikate endgültig weiterverarbeitete. Aufgrund seiner internationalen Abhängigkeit wurde das Unternehmen durch den Handelsboykott während des Ersten Weltkriegs schwer in Mitleidenschaft gezogen. So musste es nun auf die Stuhlrohrlieferungen aus Asien verzichten. Zunächst konnten zwar die vorhandenen Lagerbestände aufgearbeitet werden, doch musste man sich schnell Gedanken über ein möglichst gleichwertiges Ersatzprodukt machen. Und dieses Produkt fand man im Weidenrohr. Zugegeben: die Weidenrohrflechterei war nichts neues, doch zeigte es sich, dass mit wenigen Modifikationen das heimische Rohr auf den alten Stuhlrohrmaschinen verarbeitet werden konnte. Aus diesem Grunde wurden eigene Plantagen für Weidenrohr in Schwinde an der Unterelbe errichtet. Für das Geschäft sollte sich diese Entscheidung schon bald lohnen, da das Militär Geschosskörbe benötigte, die aus geschältem Weidenrohr hervorragend angefertigt werden konnten. Obwohl nun die klassischen Produkte des Unternehmens, also die Spazierstockproduktion ebenso wie die Fischbeinverarbeitung und, wie dargestellt, die Stuhlrohrfabrikation, während der Kriegsjahre gänzlich danieder lagen, konnte das Unternehmen dennoch schwarze Zahlen schreiben.
Da viele Männer zu den Waffen gerufen wurden, kam ein weiteres großes Problem auf die Unternehmensleitung zu. Bis 1901 folgte man dem Grundsatz des Unternehmensgründers und verzichtete gänzlich auf Frauenarbeit. Doch von dieser ehernen Regel musste man nun notgedrungen abweichen. Immer mehr Frauen wurden eingestellt und verrichteten Arbeiten, die bisher den Männern oblagen. Da sie aber erheblich schlechter als die Kollegen entlohnt wurden, sank nun auch der Lohn der Männer, die eine gleichwertige Arbeit verrichteten. Es kam zum ersten Mal öffentlich zu sozialen Problemen in einem Unternehmen, das bisher von sich sagte, dass soziale Konflikte zwischen Belegschaft und Unternehmensleitung ausdiskutiert würden. Doch der Unternehmenschef, Heinrich Christian Meyer, der 15 Jahre zuvor noch angeregt hatte, einen Arbeiterrat gründen zu lassen, wollte jetzt mit den gewählten Vertretern der Belegschaft keine Gespräche führen und bestimmte, was zu tun sei.